# Pectinia paeonia
Pectinia paeonia е вид корал от семейство Pectiniidae. Видът е почти застрашен от изчезване.

## Разпространение и местообитание
Разпространен е в Австралия, Британска индоокеанска територия, Вануату, Виетнам, Гуам, Индия, Индонезия, Камбоджа, Кирибати, Малайзия, Малдиви, Маршалови острови, Мианмар, Микронезия, Науру, Нова Каледония, Палау, Папуа Нова Гвинея, Провинции в КНР, Северни Мариански острови, Сингапур, Соломонови острови, Тайван, Тайланд, Тувалу, Уолис и Футуна, Фиджи, Филипини, Шри Ланка и Япония.
Обитава океани, морета, заливи и рифове. Среща се на дълбочина от 2 до 53,5 m, при температура на водата от 24 до 28,3 °C и соленост 33,4 – 35,3 ‰.